# Łorisa Oorżak
Łorisa Biurbiujewna Oorżak (ros. Лориса Бюрбюевна Ооржак;  ur. 10 sierpnia 1985) – rosyjska zapaśniczka, dwukrotna srebrna medalistka mistrzostw świata, trzykrotna mistrzyni Europy.
Występowała w kategorii do 48 kg. Startowała w igrzyskach olimpijskich w Atenach 2004, zajmując 5. miejsce. Srebrna medalistka mistrzostw świata w zapasach w stylu wolnym z Herning (2009) oraz z Moskwy (2010). Na mistrzostwach Europy zdobyła trzy złote medale (2005, 2007, 2010). 
Trzecia w Pucharze Świata w 2007; czwarta w 2003. Mistrzyni świata juniorów w 2003 i 2005 i Europy w 2004 i 2005.
Mistrzyni Rosji w 2009 i wicemistrzyni w 2005 roku.